# Смирнов, Юрий Сергеевич
Юрий Сергеевич Смирнов (9 сентября 1923, Пенза — 26 июля 2000, Екатеринбург) — советский футболист, вратарь, футбольный тренер. Мастер спорта СССР.

## Биография
Участник Великой Отечественной войны. В Красной Армии с марта 1942 года, на фронте — с декабря того же года. Разведчик, командир взвода стрелкового полка. Участвовал в Сталинградской битве, затем с 1944 года воевал на 2-м Белорусском фронте и других фронтах.
Награждён Орденом Красной звезды (10.06.1944), Орденом Отечественной войны I степени (06.04.1985), медалями «За оборону Сталинграда» (22.12.1942), «За боевые заслуги» (20.04.1953), «За победу над Германией в Великой Отечественной войне 1941—1945 гг.» (09.05.1945), другими наградами, всего два боевых ордена и 17 медалей. Воинское звание по состоянию на 1944 год — старший лейтенант.
После окончания войны много лет выступал за футбольную команду ОДО/СКВО/СКА (Свердловск). Становился обладателем Кубка (1950) и чемпионом (1951) РСФСР среди коллективов физкультуры, победителем зональных турниров класса «Б» 1955 и 1958 годов. В 1956 году в составе армейского клуба сыграл 15 матчей в классе «А». Некоторыми специалистами называется лучшим вратарём в истории свердловского футбола.
В 1956 году принимал участие в Спартакиаде народов СССР в составе сборной РСФСР, но был дублёром Виктора Мигалева и на поле не выходил.
Дважды на короткое время переходил в другой свердловский клуб — «Авангард». В 1948 году в его составе сыграл два матча в классе «А», однако позднее их результаты были аннулированы из-за смены формата турнира. Также выступал за «Авангард» в 1957 году в классе «Б».
После окончания игровой карьеры в течение многих лет, в том числе в 1961 и 1971—1975 годах, возглавлял свердловскую армейскую команду.
Умер в Екатеринбурге 26 июля 2000 года на 77-м году жизни. Похоронен на Восточном кладбище Екатеринбурга.
Внесен в Книгу Памяти Министерства спорта Свердловской области под № 181.

### Семья
Был женат, сын Всеволод (1946 г.р.).